# Seminário da Santíssima Trindade
O Seminário Santíssima Trindade localizado em Brooksville, Flórida, é um ambiente de formação de padres católicos romanos em conformidade com as normas do Concílio Vaticano I.

## Missão
Segundo o Seminário Santíssima Trindade, ele visa preservar a tradição católica romana devido as flagrantes mudanças da reunião de 11 de outubro de 1962, que apostatou da tradição católica, e que até em alguns casos, substituiu-a com muitas das principais mudanças doutrinais, litúrgicas e disciplinares.
Este rejeita as ditas reformas desta reunião como heréticas, más, blasfemas e não alinhadas com os ensinamentos e as normas da Igreja Católica Romana.
O campo de treinamento professa que os membros da nova hierarquia oriunda desta reunião, e aqueles supostamente ordenados por suas orientações, (incluindo os seus papas), apesar das aparências de autoridade, não são católicos, e não tem o poder de ordenar. Os membros do seminário professam que eles são "falsos pastores, e devem ser denunciados como tais.".

## Sacerdotes
Bispo Donald Sanborn é o reitor e fundador da Santíssima Trindade Seminário.